# Шекарау, Ибрагим
Ибрагим Шекарау (игбо Ibrahim Shekarau; родился 5 ноября 1955 года; Курмава, Нигерия) — нигерийский политический деятель. Губернатор штата Кано с 2003 по 2011 год, министр образования Нигерии с 2014 по 2015 год. В 2011 году участвовал в президентских выборах и по результатам выборов набрал наименьшее количество голосов. Бывший член Всенигерийской народной партии, в 2022 году перешёл из правящего Всепрогрессивного конгресса в Новую народную партию Нигерии, а затем в ведущую прогрессивную Народно-демократическую партию, в которой уже состоял ранее. 

## Деятельность на посту губернатора
Шекарау занимал социально-консервативные позиции, был движущей силой создания местной религиозной полиции, «Гвардии Хисбы», которая следит за соблюдением законов шариата. Вразрез с заверениями Всемирной организации здравоохранения, являлся противником вакцинаций полиомиелита, объясняя их вероятной возможностью бесплодия для мусульманских женщин.
Шекарау известен созданием крупных проектов развития в штате Кано. Бывший канцлер Германии Герхард Шрёдер, принц Чарльз и многие другие мировые лидеры официально посещали его штат.